# Pierrevillers
Pierrevillers là một xã trong vùng Grand Est, thuộc tỉnh Moselle, quận Metz-Campagne, tổng Marange-Silvange. Tọa độ địa lý của xã là 49° 13' vĩ độ bắc, 06° 06' kinh độ đông. Pierrevillers có điểm thấp nhất là 192 mét và điểm cao nhất là 403 mét. Xã có diện tích 5,83 km², dân số vào thời điểm 1999 là 1346 người; mật độ dân số là 230 người/km². Xã nằm phía tây-bắc của Metz.

## Thông tin nhân khẩu
| 1962  | 1968  | 1975  | 1982  | 1990  | 1999  |
| ----- | ----- | ----- | ----- | ----- | ----- |
| 1 339 | 1 463 | 1 448 | 1 372 | 1 365 | 1 346 |